# کنه-آن-روسییون
کنه-آن-روسییون (به فرانسوی: Canet-en-Roussillon) یک کمون در فرانسه است که در canton of Canet-en-Roussillon واقع شده‌است.

## خصوصیات
کنه-آن-روسییون ۳۰٫۲۲ کیلومترمربع مساحت و ۱۲٬۴۳۶ نفر جمعیت دارد و ۶ متر بالاتر از سطح دریا واقع شده‌است.